# AES Corporation
AES Corporation ist ein US-amerikanisches stromproduzierendes Unternehmen mit Hauptsitz in Arlington, Virginia. Das am 28. Januar 1981 von Roger Sant und Dennis Bakke gegründete Unternehmen agiert am Strommarkt in 18 Ländern und hatte 2014 rund 18.500 Beschäftigte.

## Weblink
- (AES Corporation)